# Transmitanță

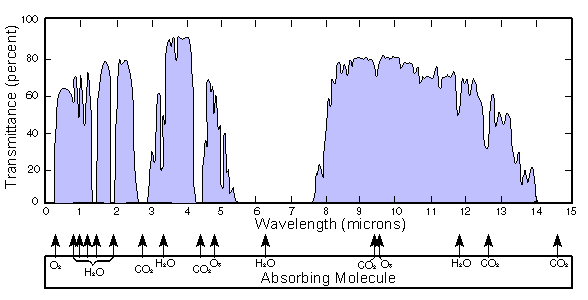
Transmitanța atmosferică a Pământului pe o traiectorie de 1 milă nautică la nivelul mării (regiunea infraroșu)

Transmitanța unui material reprezintă eficiența acestuia în transmiterea energiei radiante. Este fracțiunea de energie electromagnetică incidentă care este transmisă printr-o probă, spre deosebire de coeficientul de transmisie, care este raportul dintre câmpul electric transmis și cel incident.

## Legea Beer-Lambert
Prin definiție, transmitanța internă este legată de adâncimea optică și de absorbanță astfel:
{\displaystyle T=e^{-\tau }=10^{-A},}
unde:
- τ este adâncimea optică;
- A este absorbanța.